# Inéditos
Inéditos es un álbum de estudio del grupo de rock argentino Enanitos Verdes, editado de forma independiente por los mismos Enanitos Verdes y lanzando a la venta el 22 de diciembre del 2009. Este álbum contiene canciones que fueron compuestas en años anteriores y que nunca antes habían sido sacadas para el público. "El Umbral" junto con "Adicción" fueron usadas como corte de difusión.
Inéditos consiste en una agrupación de temas que habían sido grabados cerca de finales de los 90's, pero que no habían sido editados ni publicados en el mercado, Marciano Cantero y Felipe Staiti finalmente editaron aquellas canciones pregrabadas (Excepto "Adicción", tema que fue grabado a finales del 2008 para la serie de TV Mexicana "Adictos"), muchos de los codecs que contenían la grabación de la batería se encontraban dañados o perdidos y con la reciente partida de Daniel Piccolo esta tarea recayó en Natalio Staiti, hijo de Felipe.

## Lista de canciones
| Inéditos |                |                                  |          |  |
| N.º      | Título         | Escritor(es)                     | Duración |  |
| 1.       | «Adicción»     | (Marciano Cantero/Felipe Staiti) | 2:34     |  |
| 2.       | «El umbral»    | (Cantero/Staiti)                 | 3:27     |  |
| 3.       | «Tema de Osi»  | (Cantero/Staiti)                 | 4:32     |  |
| 4.       | «Gorda»        | (Cantero/Staiti)                 | 4:15     |  |
| 5.       | «El Exorcista» | (Cantero/Staiti)                 | 2:31     |  |
| 6.       | «Es libre»     | (Cantero/Staiti)                 | 3:54     |  |
| 7.       | «Mary Sue»     | (Cantero/Staiti)                 | 3:17     |  |